# 월전초등학교
월전초등학교는 대한민국 충청남도 보령시에 있는 공립 초등학교이다.

## 학교 연혁
- 1936. 06. 03	남포공립보통학교 부설 월전 간이 학교 개교(설립인가 4월 25일)
- 1938. 04. 01	남포공립심상소학교 부설 월전 간이 학교 개칭
- 1943. 04. 01	남포공립국민학교 월전분교장으로 개칭
- 1948. 01. 01	월전국민학교로 교명 변경
- 1985. 12. 31	죽도 교육장 인가
- 1991. 02. 28	죽도 분교장 통폐합
- 1996. 03. 01	월전초등학교로 교명 변경
- 2001. 12. 31	벽지(라)학교 해제
- 2005. 03. 01	벽지학교지정(라급지)
- 2019. 01. 04	제71회 졸업(졸업생수 3,793명)
- 2019. 03. 01	초등 6학급, 유치원 1학급 편성

## 참고 자료
- 월전초등학교 - 한국교육학술정보원 학교알리미